# Inconscient cognitif

Le mouvement involontaire d'un réflexe ne requiert pas de décision consciente.

L'inconscient cognitif ou le non-conscient est défini de manière phénoménologique comme les opérations mentales que le sujet opérant ne se souvient pas avoir réalisé.
Par exemple, nous n'avons pas conscience de toute la régulation neurologique en jeu lorsque nous exécutons un mouvement appris (conduire une voiture, marcher, jouer d'un instrument...), ou lorsque notre système nerveux autonome régule la pression artérielle, la digestion, la miction, la déglutition, la sudation, etc..
Afin d'éviter des confusions avec le concept freudien d'inconscient, la psychologie cognitive évite ce terme et utilise plutôt les termes moins connotés de « non-conscient » ou d'« inconscient cognitif ».

## Conceptualisation du terme
De nombreux travaux en psychologie sociale et en psychologie cognitive abordent expérimentalement les processus inconscients. Ainsi une théorie soutient que certains actes impulsifs (mais conscients) ont une origine inconsciente. Le processus étant d'abord généré par une impulsion comportementale, et ensuite est perçu comme étant un processus conscient,,,. L'évolution ayant une influence sur nos préférences, de nombreuses impulsions et tendances comportementales seraient d'origine évolutive. 

## Exemples de cognitions non conscientes
Le traitement inconscient d'informations par le cerveau est largement exploré par de nombreuses expériences. Ces expériences se basent sur la dissociation entre une performance et l'absence de représentation introspective de cette performance : le sujet fait/perçoit/comprend quelque chose, puis le sujet nie avoir fait/perçu/compris cette chose.  Les expériences explorant l'inconscient s'intéressent à des aspects de régulation que l'on pensait davantage sous l'emprise du contrôle conscient, comme la vue, la prise de décision ou les opérations de cognition sociale.

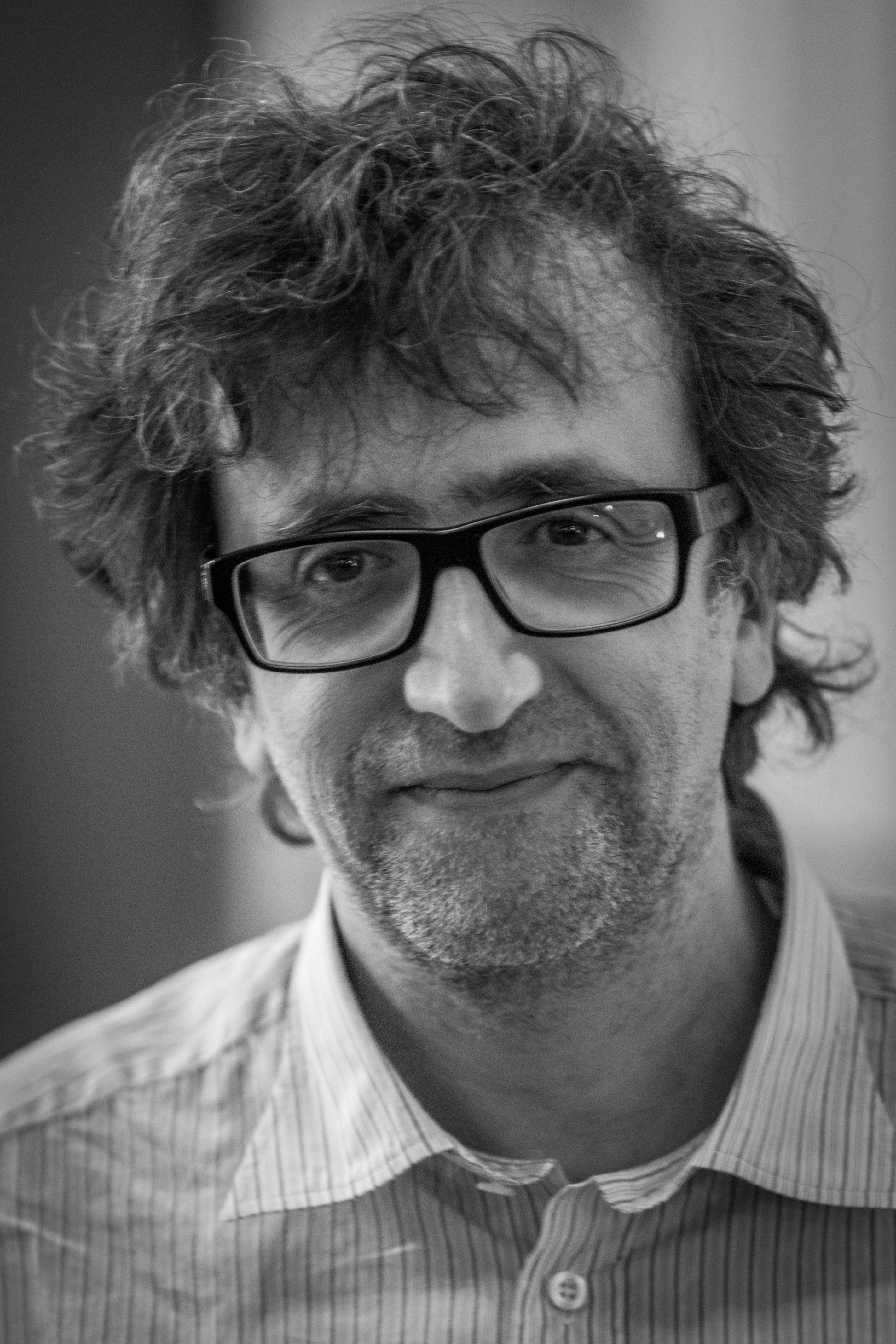
Lionel Naccache : « Nous sommes [...] passés en moins de quarante ans d'une conception scientifique d'un inconscient archaïque du point de vue de ses fondements anatomiques cérébraux, d'un inconscient stupide automatique et réflexe du point de vue de ses fonctions mentales, à celle d'un inconscient autrement plus riche et élaboré sur les plans fonctionnel et anatomique. »

La psychologie cognitive identifie la mémoire procédurale et le « processus automatique » comme étant des processus inconscients.
L'une des plus fameuses expériences concerne la capacité de vision d'un humain ou d'un singe malgré l'absence de cortex occipital (région du cerveau qui traite les informations visuelles), appelée vision aveugle. Avant cette expérience en 1974, on aurait prédit que l'absence de cortex visuel pour traiter les informations visuelles induirait une cécité totale. Or ces expériences montrent que, malgré la perte de « vision focale », une certaine vision persiste : l'individu cligne les yeux à la menace, évite certains obstacles, témoignant d'une « vision d'ambiance ». Mais cette vision d'ambiance est non consciente. Les individus peuvent ainsi deviner l'expression émotionnelle d'un visage sans en avoir la moindre conscience.
Naccache d'après une expérience montre qu'il y a une perception subliminale inconsciente d'un mot avant qu'il ne parvienne à la conscience. Stanislas Dehaene, Lionel Naccache et Jean-Pierre Changeux ont proposé un modèle scientifique de la conscience visuelle, selon lequel nous avons plus conscience de la représentation d'un objet telle qu'établie par notre cerveau que de l'objet lui-même.
L'expérience de l'hémi-négligence montre en effet que des patients dont certaines régions cérébrales sont lésées mais dont les voies visuelles (notamment corticales) sont respectées ne voient pas consciemment : les informations visuelles ne parviennent pas jusqu'à l'attention. Ceci explique que les patients ont des performances visuelles correctes (barrer des segments) mais sans qu'ils puissent en témoigner. Il semble donc que des aires hautement spécialisées comme le cortex visuel, que l'on pensait jusque-là dévolues à la vision consciente (selon la théorie de Jackson), puissent opérer de façon inconsciente.
Dans certaines conditions, les décisions prises sans réflexion consciente sont meilleures que celles prises après réflexion consciente.
Le cerveau inconscient peut non seulement effacer certaines données visuelles, ce qui falsifie l'image qui apparaît au cerveau conscient, mais aussi remplir cet espace avec de fausses données et ainsi remplacer les données manquantes.
On oppose souvent les traitements conscient et non conscient par leurs caractéristiques respectives,, :
| traitement conscient                                    | traitement inconscient                                            |
| ------------------------------------------------------- | ----------------------------------------------------------------- |
| plus lent                                               | plus rapide                                                       |
| capacité limitée (traitement exclusif de l'information) | capacité moins limitée (traitement non exclusif de l'information) |
| à partir de moins d'informations                        | à partir de plus d'informations                                   |
| plus forte dépense métabolique                          | plus faible dépense métabolique                                   |

## Historique

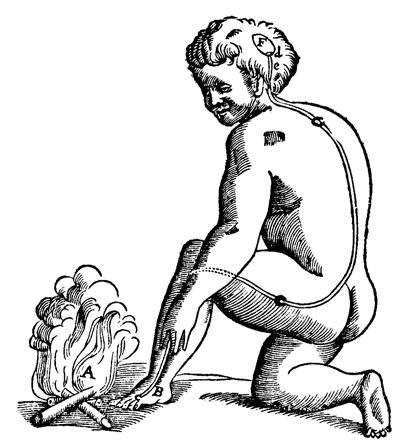
— René Descartes, L'Homme, Paris, 1664 (p. 27) "Les petites parties de ce feu [...] ont la force de mouvoir avec soy l’endroit de la peau de ce pié quelles touchent ; & par ce moyen tirant le petit filet c, c, que vous voyez y être attaché, elles ouvrent au mesme instant l’entrée du pore d, e, contre lequel ce petit filet se termine ; ainsi que tirant l’un des bouts d'une corde".

René Descartes décrit la possibilité d'un mouvement involontaire : 
« Tous les mouvements que nous faisons sans que notre volonté y contribue (comme il arrive souvent que nous respirons, que nous marchons, que nous mangeons, et enfin que nous faisons toutes les actions qui nous sont communes avec les bêtes) ne dépendent que de la conformation de nos membres et du cours que les esprits, excités par la chaleur du cœur, suivent naturellement dans le cerveau, dans les nerfs et dans les muscles, en même façon que le mouvement d'une montre est produit par la seule force de son ressort et la figure de ses roues. »
Baruch Spinoza dans sa lettre à Schuller, en parlant de la liberté, aborde notre totale inconscience des causes qui nous déterminent à agir. 
« Telle est cette liberté humaine que tous les hommes se vantent d’avoir et qui consiste en cela seul que les hommes sont conscients de leurs désirs et ignorants des causes qui les déterminent. C’est ainsi qu’un enfant croit désirer librement le lait, et un jeune garçon irrité vouloir se venger s’il est irrité, mais fuir s’il est craintif. Un ivrogne croit dire par une décision libre ce qu’ensuite il aurait voulu taire. De même un dément, un bavard et de nombreux cas de ce genre croient agir par une libre décision de leur esprit, et non pas portés par une impulsion. »

## Rapports critiques avec l'inconscient au sens psychanalytique
Selon Stanislas Dehaene, "de nombreux aspects de la théorie freudienne de l'inconscient ne trouvent pas d'échos dans la recherche contemporaine. Tel est le cas, par exemple, de l'hypothèse d'un inconscient pourvu d'intentions et de désirs qui lui sont propres, souvent d'origine infantile, et structuré par des mécanismes de refoulement et de censure."
Pour Lionel Naccache, Freud "commet très précisément cette erreur en donnant à croire qu'à l'unité de la conscience renverrait celle de l'inconscient.". Naccache  commente en effet la découverte de Freud en ces termes: « À l'image de Colomb qui explorait les Amériques en étant persuadé de découvrir les Indes, Freud commit lui aussi une erreur. L'« erreur de Freud » fut de croire découvrir l'« inconscient», alors qu'il nous dévoilait l'essence profonde de notre conscience ! ».
François Clarac et Jean-Pierre Ternaux font une synthèse de la question des rapports entre inconscient et neuroscience dans la conclusion de leur ouvrage Encyclopédie historique des neurosciences : avec les progrès technologiques, les neurosciences sont devenues plus ambitieuses, elles ne cherchent plus seulement à expliquer et à soigner les maladies neurologiques, mais veulent expliquer les fonctions psychiques les plus complexes, dont l'inconscient. Bien que ce projet ne fasse pas l'unanimité dans le champ de la neurobiologie, certains auteurs comme Jean-Pierre Changeux ou Pierre Buser considèrent cela comme une révolution. Le champ des neurosciences s'élargit constamment, et bien que de nombreuses années seront encore nécessaires pour déterminer le rôle fonctionnel des espaces du cerveau déterminant les fonctions cognitives, une ère nouvelle est annoncée selon Jerry Fodor,. La légitimité de traiter scientifiquement des questions relatives à la conscience fait question, notamment selon Gerald Edelman et Francisco Varela, dans l'optique de savoir si elle possède un substrat biologique et si elle peut être abordée en termes de réseaux neuroniques. La question du réductionnisme se pose.
Le domaine de l'inconscient, exploré par Freud et la psychanalyse, pourrait aujourd'hui être enrichi par les neurosciences. Selon certains neurobiologistes, comme Eric Kandel, la psychanalyse serait compatible avec les neurosciences et pourrait s'en nourrir,. D'autres pensent y avoir accès comme Vilayanur S. Ramachandran avec des expériences sur les anosognosies en relation avec le déni, qui confirment selon lui la théorie psychanalytique du refoulement ou des expériences sur le membre fantôme, Angela Sirigu et K. T. Reilly ont fait des recherches semblables,. Si, dans les médias, les oppositions entre psychanalystes et neuroscientifiques transparaissent, certains parmi ces derniers, comme Pascal Mettens voient les deux domaines comme un même ensemble de paradigmes, dans une filiation historique commune, et pensent qu'ils rencontrent des questionnements et des difficultés identiques. 
Ce n'est pas pour autant la position générale : Pierre Buser montre la diversité des inconscients cognitifs, s'opposant à l'unité de l'inconscient freudien. Naccache d'après une expérience montre qu'il y a une perception subliminale inconsciente d'un mot avant qu'il ne parvienne à la conscience. Stanislas Dehaene, Lionel Naccache et Jean-Pierre Changeux ont proposé un modèle scientifique de la conscience visuelle, selon lequel nous avons plus conscience de la représentation d'un objet telle qu'établie par notre cerveau que de l'objet lui-même. Naccache aborde également Freud et affirme que l'inconscient freudien et l’inconscient cognitif sont incompatibles : dans le cas freudien les représentations inconscientes sont pérennes, dans le cas cognitif elles sont évanescentes ; le refoulement serait un phénomène conscient. Selon Buser, à partir du postulat d'une explication des comportements par les réseaux de neurone, il y a deux positions : ceux qui croient que l'on pourra cerner les contours de la conscience et de l'inconscient, faire la synthèse entre neurone et esprit, et d'autres qui pensent que cela ne sera pas possible.